# Луций Плотий Вицинат
Лу́ций Пло́тий Вицина́т (лат. Lucius Plotius Vicinas) — политический деятель эпохи ранней Римской империи, проконсул Киренаики в период между 2 годом до н. э. и 7 годом н. э.

## Биография
Луций Плотий Вицинат происходил из апулийского города Луцерия. О нём известно лишь, что в промежутке между 2 годом до н. э. и 7 годом н. э. он занимал должность проконсула провинции Крит и Киренаика. Однако, более о Луции Плотии нету никаких сведений.

## Примечание
1. ↑  Corpus Inscriptionum Latinarum 9, 935